# فابريزيو جيفوني
فابريزيو جيفوني (بالإيطالية: Fabrizio Gifuni)‏ هو ممثل إيطالي، ولد في 16 يوليو 1966 بروما في إيطاليا. من الجوائز التي نالها جائزة ديفيد دي دوناتيلو عن فئة أفضل ممثل ثانوي ‏ سنة 2014.

## أعمال

### أفلام
- (2001) هانيبال[4][5]

## جوائز
- جائزة ديفيد دي دوناتيلو عن فئة أفضل ممثل ثانوي [الإنجليزية]‏ (2014)

## وصلات خارجية
- فابريزيو جيفوني على موقع IMDb (الإنجليزية)
- فابريزيو جيفوني على موقع قاعدة بيانات الأفلام العربية
- فابريزيو جيفوني على موقع ألو سيني (الفرنسية)
- فابريزيو جيفوني على موقع أول موفي (الإنجليزية)
- فابريزيو جيفوني على موقع قاعدة بيانات الأفلام السويدية (السويدية)
- فابريزيو جيفوني على موقع قاعدة بيانات الفيلم (الإنجليزية)
- فابريزيو جيفوني على موقع كينوبويسك (الروسية)